# Собаки в религии
Собаки в религии — собаки-божества, собаки-персонажи мифов, легенд, сказок, собаки-охранники врат потустороннего мира, символы преданности и верности. С другой стороны религия проводит резкую границу между человеком и животными, в том числе и собаками. Негативное отношение к собакам-домашним питомцам сложилось в иудаизме и исламе на фоне общих правил милосердия к животным.

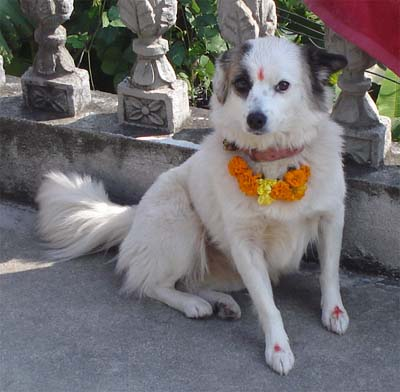
Индуистский фестиваль на котором поклоняются собакам, как средствам передвижения Бхайравы

## Собаки в мифах и легендах
В мифах собаки —домашние животные и сторожевые собаки. В индоевропейской мифологии собаки охраняют врата потустороннего мира, вера в это была унаследована из праиндоевропейской религии.
Было выделено три сюжета мифов:
- собака-привратник загробного мира
- союз человека и собаки
- связь со звездой Сириус.

## Собаки в различных культурах
Существует очень много разных способов восприятия, почитания и взаимодействия с животными, в частности с собаками, в контексте разных религий.

### Мезоамерика
Собаки в мезоамериканском фольклоре и мифах занимали важное место. В Мезоамерике было распространено поверье, что собака переносит только что умершего через водоём в загробную жизнь.
Керамика майя изображала собак в сценах подземного мира.
Жители доиспанского Чупикуаро, относящегося к мексиканской культуре, хоронили собак вместе с мертвыми, чтобы те переносили человека в загробный мир.
Такая порода голых собак, как Ксолоитцкуи́нтли, считалась в Мезоамерике защитником дома от злых духов, её часто приносили в жертву для последующего захоронения вместе с человеком, чтобы она служила проводником в мир мёртвых (коренные народы Колима, цивилизация майя, тольтеки, сапотеки, ацтеки). А также эту породу употребляли в пищу во время жертвенных ритуалов, включая похороны и свадьбы.
Ацтеки изображали бога смерти Шолотля в виде чудища с головой собаки.
В 20-дневном мезоамериканском календаре десятый день считался днём собаки, у миштеков—днём койота.

### Китай
Собаки в китайской мифологии— важная составляющая:
- особая собака сопровождает китайского героя
- собака-зодиак[англ.]— одно из 12 животных китайского гороскопа, 11-я в цикле, её время с 19 до 21 часа, её месяц—девятый лунный, её день —2-й день китайского Нового года
- собака— предок для некоторых этнических групп (миф о собаке-драконе Паньху[англ.] для народов яо, шэ).

В Китае, Корее и Японии собака считается добрым защитником, их часто изображают у дверей храмов, домов для защиты от злых духов и негативной энергии.
Аллегория из книги Чжуан-цзы (книга) гласит, что собака не считается хорошей по её хорошему лаю, поэтому человек не считается добродетельным и способным по его красивым словам.
Был период в истории Китая, когда собаки были запрещены в течение более 60 лет (до июня 1928 года). Также эпитет «собака» считался оскорбительным и характеризовал бесчеловечность.

### Христианство

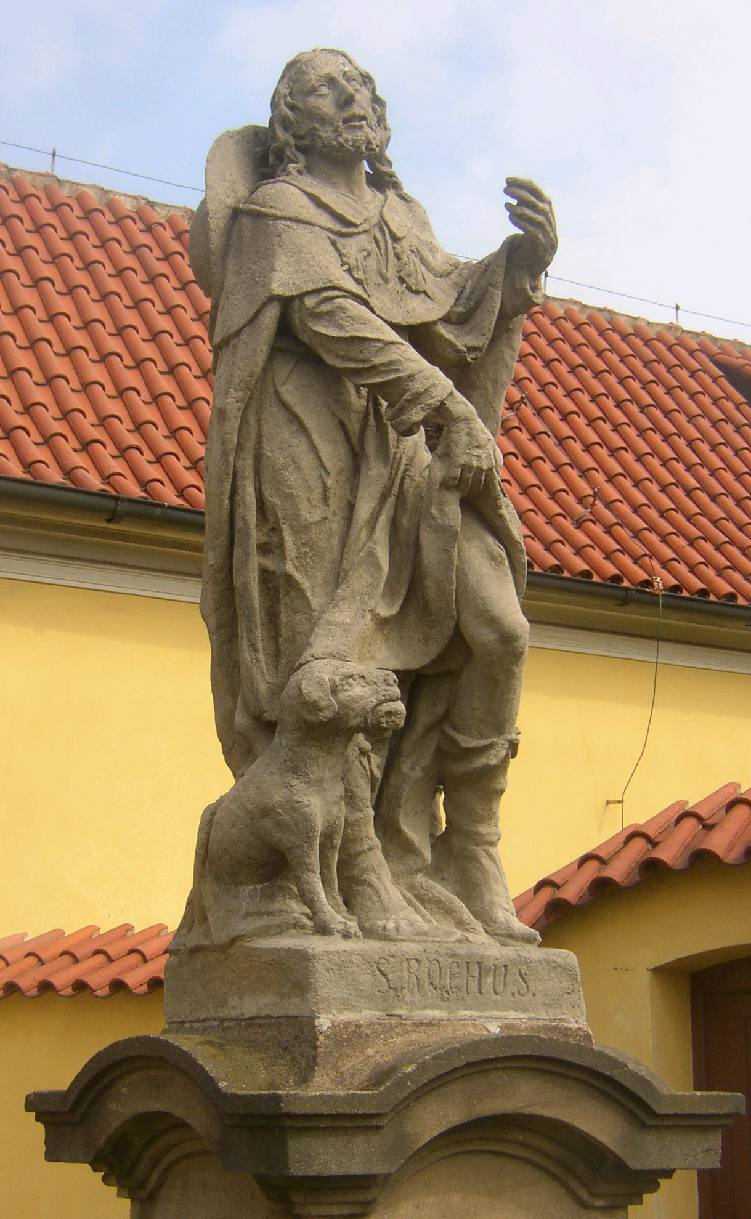
Статуя Святого Роха с собакой в Праге

В христианстве собаки— символ верности. В новозаветной притче о богаче и Лазаре, плачевное состояние бедняка Лазаря было описано так— «его язвы лизали уличные собаки». В христианском фольклоре церковного хранителя (церковного грима) изображали в виде чёрной собаки, охраняющей христианские церкви и их погосты.
В Книге Товита упоминается собака, спутник Товия, сына Товита и архангела Рафаила в путешествиях.
Католицизм
Римско -католическая церковь считает святого Роха (XIV век, Франция) покровителем собак. Легенда гласит, что святой заразился чумой, занимаясь благотворительностью, и ушел в лес умирать. Но его спасла собака, лизавшая его язвы и приносившая ему еду. Праздник Святого Роха, отмечаемый 16 августа, в Боливии считается «днём рождения всех собак». Охотничья собака Гинфорт (XIII век, Франция), спасшая ребёнка хозяина от гадюки, был местночтимым святым, не признанным официальной церковью.
Матери святого Доминика (XII век, Испания) приснился сон, предвестник беременности, о том, что из её чрева выпрыгнула собака. Доминиканцы (лат. Dominicanus) называют себя «псы господни». Чёрно-белая собака является неофициальным символом монахов и монахинь доминиканцев.
В 2017 году фотографии собаки породы шнауцер, которая была принята в монахи с именем Кармело в боливийском монастыре, стали вирусными в интернете.

### Древний Египет
Хотя древние египтяне больше поклонялись кошкам (богиня Баст), но и собаки играли священную роль.
Бог погребения Анубис изображался с головой шакала, его жена, богиня Инпут также имела отношение к загробному миру Дуату и изображалась шакалихой.
Второстепенный бог подземного мира Ам-хех жил в огненном озере, отделявшем мир живых от мира мёртвых, и также изображался с головой собаки.
Одного из четырёх сыновей Гора, бога Дуамутефа, связанного с заупокойным культом, изображали в виде мумии, с головой шакала.
Бог войны и проводник умерших, Упуаут, был богом-волком в Дуате. Всем богам загробного мира присваивался имя или титул Хентиаменти, характерной особенностью которого была голова шакала, что отражало веру в способность собаки быть проводником в мир мёртвых.
Поклонение древних египтян перед животными, объяснялось тем, что те обладали силой, могуществом и хитростью, превосходящими человеческие, что позволяло им причинять телесные повреждения и смерть.

### Греция
С адскими псами была тесно связана богиня магии Геката. Собаки были священными для богини охоты Артемиды и бога войны Ареса. Врата подземного ада (Аид) охранял трехголовый сторожевой пес с драконьим хвостом по кличке Цербер. Псом, от которого не мог убежать ни один зверь, был Лелап.
В эпической поэме Гомера «Одиссея» пес Аргус описан, как символ верности.
В астрономии:
- созвездие Большой Пёс со звездой Сириус
- созвездие Малый Пёс
- созвездие Гончие псы.

### Индуизм

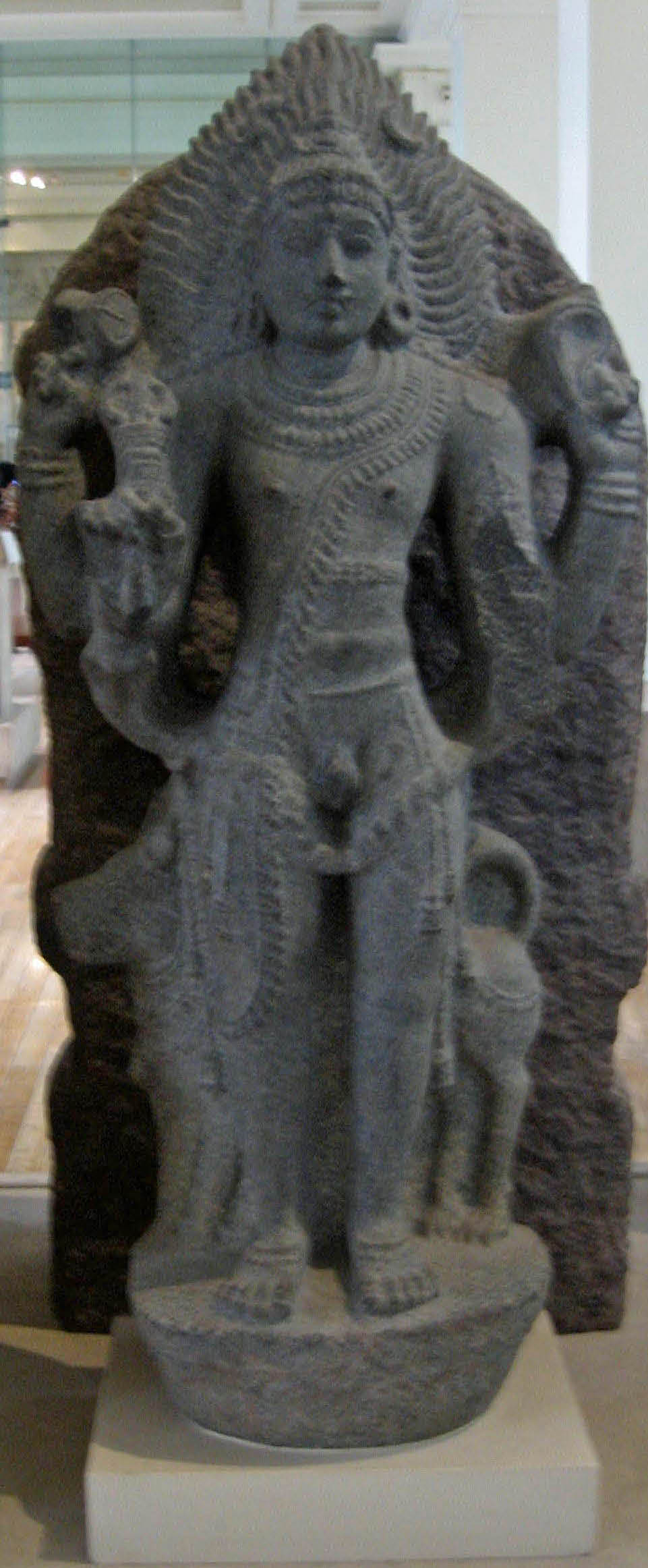
Бхайрава с собакой.

В индуизме Яма, бог смерти, с двумя сторожевыми четырёх-глазыми собаками охраняет ворота ада Нараки. Бог-охотник Мутаппан использует охотничью собаку в качестве ездовой собаки (вахана), а подношения в его храме имеют форму бронзовых фигурок собак, аналогично Бхайрава использует собаку Швану.
Юдхиштхира отказался от рая, чтобы не покинуть бродячего пса, однажды взятого им под опеку, которому вход на небеса не был позволен, но который оказался самим богом Ямой, устроившем данное испытание. Собаки также часто изображаются с божеством Даттатрея, Кхандоба. В Рамаяне есть история о побитой уличной собаке, получившей правосудие от царя Рамы.

### Ислам
Животные в исламе, в частности собаки, считаются осознающими Аллаха, а в Коране прописаны следующие обязанности человека по отношению к животным:
- защита
- предотвращение жестокого отношения
- предоставление еды и другое.

Собака считается нечистой, считаются что корни лежат доисламской идеологии. Маликиы и ханафиты разрешают торговлю и содержание собак в качестве домашних животных.
Сунниты и шииты считают собак ритуально нечистыми, поэтому практикующие мусульмане редко держат собак-домашних питомцев. Но гладить собак будут, но только полностью сухую, так как считается, что сухая собака не несёт нечистоту (наджаса). С учётом особенностей отношения мусульман к собакам в Великобритании полицейским собакам-ищейкам запрещено прикасаться к пассажирам. При обыске мечетей или мусульманских домов на собак надевают собачьи пинетки.
Отношение Мухаммеда к собакам негативное, согласно хадису из Муватты имама Малика компания собак (за исключением помощников в охоте, выпасе скота и охране дома) аннулирует часть добрых дел мусульманина. С другой стороны, он выступал за доброту к собакам и другим животным.
Предлогом наджасы (ритуальной нечистоты) пользуются иногда для проведения отстрела и отравление собак. Однако, есть также признаки изменения отношения к собакам в лучшую сторону, так всё больше мусульман заводят собак в качестве домашних питомцев. Множество хадисов подчёркивают важность сострадания к животным, в частности к собакам.

### Иудаизм
Существуют разногласия по поводу того, разрешает ли традиционное иудейское право Галаха держать собак в качестве домашних питомцев Иудаизм связывает собак с насилием, нечистотой. Собаки и блудницы названы мерзостью в одном предложении (Втор. 23:18).
В 2019 году в израильском городе Эльад все сефардские раввины подписали указ о запрете в городе собак, ссылаясь на Талмуд, определяющий хозяев собак, как проклятых, в том же году раввин Холона не нашёл никаких оснований для разрешения какой-либо собаки вообще.
В первом еврейском кодексе законов Мишне Тора (XIII век) собак предписано держать только на цепи, но уже в кодексе практических положений устного закона Шульхан арух (XVI век) на цепь предписано сажать только злых собак. В XVIII веке каббалист Яков Эмден уже разрешал собак по экономическим причинам или из соображений безопасности, но клеймил что заведение собаки просто для удовольствия поведением необрезанных".
При этом, с точки зрения иудаизма, не допустимо пренебрежительное или жестокое обращение с любым живым животным, любое содержащееся животное необходимо кормить, в частности и собак и нести ответственность за животных в еврейской общине, рассматривая собаку, как угрозу и используя негативные эпитеты, связанные с собачьими повадками:
- «возвращение к своей блевотине [как собака]»
- «собаки искалечили тело жертвы»

### Левант
Отношение к собакам в Леванте было положительным. Так, обнаруженное Ашкелонское кладбище собак времён Персидской империи, способствовало гипотезе о священной роли собак.

### Месопотамия
В древней Месопотамии, начиная с древневавилонского и заканчивая нововавилонским периодом, собаки были символом богини медицины Нинисины, которой подносились небольшие фигурки сидящих собак. В неоассирийский и нововавилонский периоды собаки стали символами магической защиты.
В городе Исине существовал храм «собачий дом», что говорит о культе собаки. Богиня врачевания и смерти Гула также была связана с собаками , её символом была собака. Но было и негативное отношение, шумерские и аккадские тексты часто представляют собаку, как опасное и непредсказуемое существо.

### Скандинавская мифология
В скандинавской мифологии мир мёртвых Хельхейм охраняет окровавленный четырёхглазый пес по имени Гармр. Огромному волку Фенриру было предсказано убийство верховного бога Одина в событиях конца света Рагнарёк.

### Филиппины
В филиппинской мифологии ответственность за молнию несёт Каймат, собака Тадаклана, бога грома.

### Валийская мифология
В валлийской мифологии потусторонний мир Аннун охраняют призрачные гончие.

### Зороастризм
В персидской мифологии две четырёхглазые собаки охраняют мост Чинват, отделяющий мир живых от загробного мира.
В зороастризме собака рассматривается как особо добродетельное, чистое и праведное существо, которое необходимо кормить и о котором нужно заботиться, которое не только выполняет полезную работу по дому, но и обладает духовными добродетелями. Как и в индуизме, собаки, вместе с богом Ямой, охраняютт врата загробной жизни. Существует традиция кормить собак в память об умерших, предписано «уважение к собаке», особенно среди иранских зороастрийских крестьян (глава 13, 14, 15 подраздела Вендидады Авесты).
За вред, причиненный собаке, назначаются суровые наказания, а верующие обязаны оказывать помощь не только домашним, но и бродячим собакам, что приравнивается к вреду или помощи человеку, а убийство собаки ведёт к проклятию в загробной жизни. Забота о беременной собаке, лежащей возле дома, ложится на хозяина дома до рождения щенков (а в некоторых случаях до достижения щенками возраста шести месяцев), в противном случае положен штраф за умышленное убийство". Запрещено давать собаке слишком твердые кости (застревают в горле), слишком горячую пищу (ожог горла). Плохая еда для собаки приравнивается к плохой еде для человека. Собаку с нарушенным обонянием, стараются вылечить, а в случае неудачи — привязывать, чтобы она не упала в яму или водоем. Собакам положены погребальные церемонии, аналогичные человеческим.
Утверждается, что духи тысячи умерших собак перевоплощаются в одну выдру («водяную собаку»), убийство которой приносит на землю засуху и голод и должно быть искуплено либо смертью убийцы либо совершением убийцей очень длинного списка благочестивых дел (исцеление собак, выращивание щенков, уплата штрафов священникам, убийство таких нечестивых животных, как кошки, крысы, мыши, рептилии, амфибии и насекомые).
Практикуется погребальный ритуал Сагдид (собачий взгляд на мёртвое тело), было выдвинуто предположение о том, что целью являлось убеждение, что человек действительно мертв, Для сагдида выбирают «четырёхглазую» собаку (с двумя пятнами на лбу)
Обряды с участием собак стали подвергаться нападкам со стороны зороастрийцев-реформаторов с XIX века, а к концу XX века почти исчезли или сильно ограничены.

## Перспективы
Современные взгляды на собак в различных религиях смягчаются. В исламе повысилась восприимчивость к собакам- домашним животным. В иудаизме происходит осознание ответственности за надлежащий уход и обращение с животными.